# 曼徹斯特科技大學
曼徹斯特科技大學（英語：University of Manchester Institute of Science and Technology，意譯為曼徹斯特大學科學及技術學院）是一所已不存在的大学，校址位於英國曼徹斯特市中心。該大學於2004年與曼徹斯特維多利亞大學合併為曼徹斯特大學，校園亦繼續由曼徹斯特大學使用。

## 历史
1824年成立于英国曼彻斯特，當時名為曼徹斯特機械學院。1883年學院更名曼徹斯特市立技術學校。1905年，曼徹斯特市立技術學校獲得曼徹斯特維多利亞大學技術學院名義，頒授曼徹斯特維多利亞大學的學士及碩士學位，學校校長同時擔任大學技術學院院長。1918年更名曼徹斯特市立技術學院。
1955年7月29日，學院獲頒授皇家特許狀，更名曼徹斯特科學及技術學院，並獲得英國大學教育資助委員會資助辦學。1956年8月1日，曼徹斯特市議會將所有市立技術學院資產轉移至新學院。1966年，學院更名「曼徹斯特大學科學及技術學院」，學院繼續擁有曼徹斯特維多利亞大學技術學院名義，學生繼續獲頒發曼徹斯特維多利亞大學學位。
1994年，學院獲獨立大學地位並可自行頒授學位。2004年10月大學与曼彻斯特维多利亚大学合并成立曼彻斯特大学。

## 校園

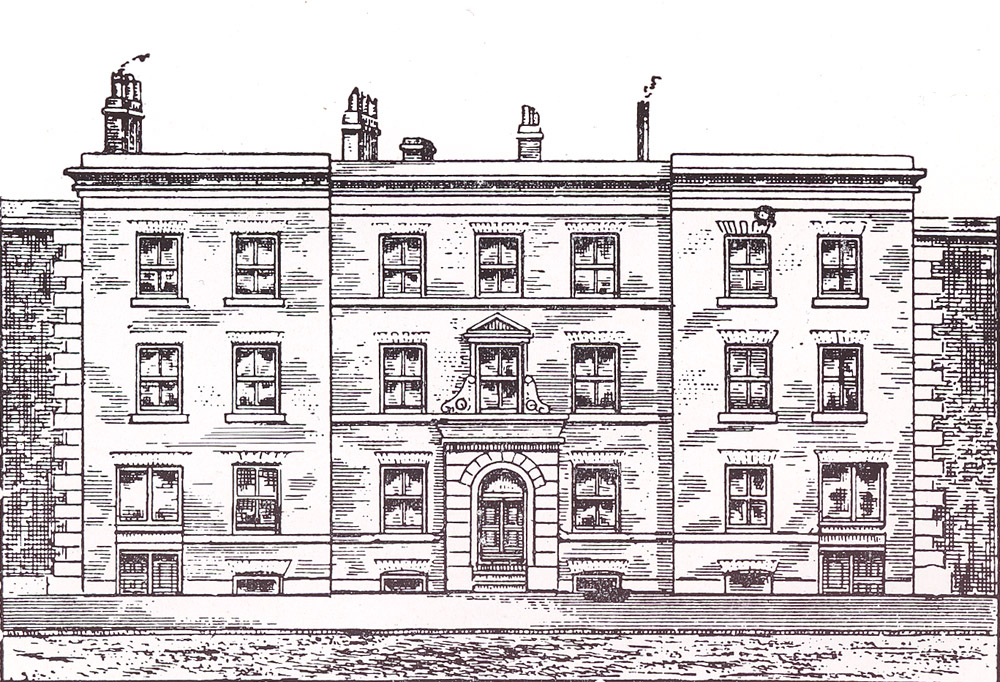
教学楼
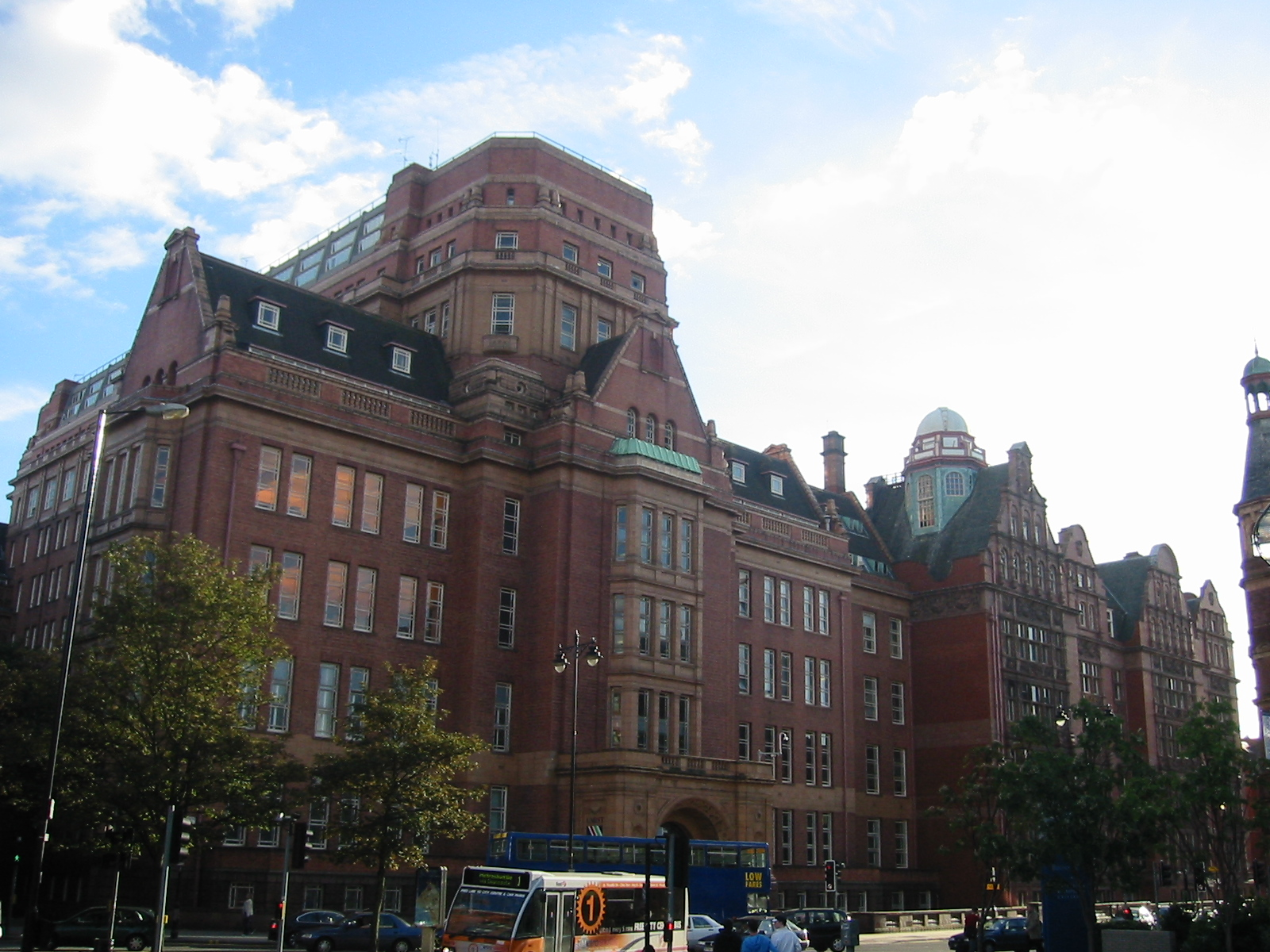
主教学楼
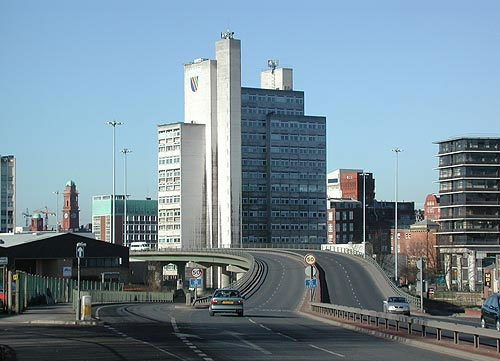
数学和社会科学大楼

## 外部連結
- 曼徹斯特大學網站 （页面存档备份，存于）
- 曼徹斯特科技大學網站（互聯網檔案館存檔）